# Tipula hostifica
Tipula hostifica är en tvåvingeart som beskrevs av Alexander 1937. Tipula hostifica ingår i släktet Tipula och familjen storharkrankar. Inga underarter finns listade i Catalogue of Life.